# 21641 Tiffanyko
21641 Tiffanyko (1999 NC40) là một tiểu hành tinh vành đai chính được phát hiện ngày 14 tháng 7 năm 1999 bởi Nhóm nghiên cứu tiểu hành tinh gần Trái Đất phòng thí nghiệm Lincoln ở Socorro.